# Độc quyền cưỡng chế
Trong kinh tế học và đạo đức kinh doanh, độc quyền cưỡng chế xảy ra khi một công ty có khả năng đẩy giá lên cao và đưa ra các quyết định sản xuất mà không tạo ra nguy cơ phát sinh cạnh tranh để lôi kéo khách hàng. Độc quyền cưỡng chế không chỉ đơn giản là trở thành nhà cung cấp độc quyền cho một loại hàng hóa hoặc dịch vụ nhất định, mà còn là độc quyền không có cơ hội cạnh tranh do cánh cửa tham gia vào thị trường này đã bị đóng lại một cách hợp pháp. Đây là ví dụ cho thị trường không thể cạnh tranh. Một công ty độc quyền cưỡng chế có rất ít hoặc không có động lực nào để giữ mức giá thấp và họ có thể cố tình làm mất giá người tiêu dùng bằng cách cắt giảm sản xuất. Hơn nữa, tình trạng này cũng nhấn mạnh rằng quy luật cung và cầu là không đáng kể, vì những người nắm trong tay quyền kiểm soát, họ hành động một cách độc lập so với thị trường và họ có thể tùy tiện đặt ra các chính sách sản xuất phục vụ cho lợi ích cá nhân.
Theo định nghĩa, các công ty độc quyền cưỡng chế, cần phải có sự can thiệp của chính phủ vào thị trường hoặc của các bên tư nhân sử dụng vũ lực bất hợp pháp. Trong xã hội pháp quyền thì việc sử dụng vũ lực bất hợp pháp là cực kỳ hiếm gặp, phần lớn các công ty độc quyền cưỡng chế được thành lập và duy trì bởi chính phủ. Tuy nhiên, một số nhà đạo đức kinh doanh tin rằng thị trường tự do có thể tạo ra độc quyền cưỡng chế.

## Đối nghịch với các công ty độc quyền khác
Tình trạng kiểm soát độc quyền nguồn cung cấp điện do Nhà nước áp đặt "tiện ích" là một độc quyền cưỡng chế vì người tiêu dùng không có lựa chọn nào khác ngoài việc chi trả cho mức giá mà nhà độc quyền yêu cầu. Người tiêu dùng cũng không có cách nào mua điện từ một đối thủ cạnh tranh khác bán rẻ hơn được, vì dây điện chạy trong nhà họ là của nhà độc quyền.
Ngược lại, kiểm soát độc quyền đối với hãng nước giải khát Coca-Cola lại không phải là độc quyền cưỡng chế vì người tiêu dùng có các nhãn hiệu Cola khác để lựa chọn và công ty Coca-Cola lúc này trở thành đối tượng chính cho các lực lượng cạnh tranh. Chính vì vậy, công ty có thể tăng giá đến một giới hạn trên nhất định trước khi lợi nhuận bắt đầu giảm đi do sự hiện diện của hàng hóa thay thế khả thi.
Để duy trì độc quyền không cưỡng chế, nhà độc quyền phải hiểu rõ rằng, khi họ đưa ra các quyết định về giá cả và sản xuất, nếu giá quá cao hoặc chất lượng sản phẩm quá thấp, thì cạnh tranh từ một công ty khác phục vụ thị trường tốt hơn họ, có thể nảy sinh. Độc quyền cưỡng chế được áp dụng thành công gọi là độc quyền hiểu quả, bởi vì nó giữ cho chi phí sản xuất và cung ứng thấp hơn bất cứ đối thủ cạnh tranh nào và nhà độc quyền có thể tính giá thấp hơn những đối thủ khác mà vẫn sinh lời. Nhưng trên thực tế, các đối thủ cạnh tranh tiềm năng không thể hoạt động hiệu quả như vậy được nên các nhà độc quyền không thể tính giá thấp hơn hoặc tương đương mà vẫn có lãi. Vì thế, cạnh tranh với độc quyền không cưỡng chế là khả thi nhưng không có lợi nhuận, trong khi cạnh tranh với độc quyền cưỡng chế có lợi nhuận nhưng bất khả thi.

## Thiết lập độc quyền cưỡng chế
Theo nhà đạo đức kinh doanh John Hasnas, "Hầu hết (các nhà đạo đức kinh doanh đương thời) đều cho rằng thị trường tự do tạo ra các độc quyền cưỡng chế." Tuy nhiên, số khác, đơn cử như Alan Greenspan và Nathaniel Branden, cho rằng tính độc lập tách rời khỏi các lực lượng cạnh tranh "chỉ có thể được thực hiện bằng sự can thiệp của chính phủ, dưới hình thức các quy định đặc biệt, trợ cấp hoặc nhượng quyền thương mại. Một vài ý kiến khác chỉ ra rằng một nhà độc quyền cưỡng chế có thể "sử dụng vũ lực" để thiết lập hoặc duy trì một nhà độc quyền cưỡng chế.
Các nhà đạo đức kinh doanh khác khuyến khích chính phủ tạo ra các công ty độc quyền cưỡng chế. Giả dụ, các tuyên bố về độc quyền tự nhiên thường được sử dụng để biện minh cho sự can thiệp của chính phủ với mục đích thiết lập độc quyền theo luật định (độc quyền của chính phủ hoặc do chính phủ cấp), trong đó cạnh tranh được đặt ngoài vòng pháp luật, dưới nhận định rằng nhiều công ty cung cấp một hàng hóa hoặc dịch vụ đòi hỏi chi phí tập trung lớn hơn là chỉ một công ty duy nhất cung cấp hàng hóa hoặc dịch vụ đó. Tình trạng tương tự thường xảy ra với nguồn cung cấp điện, nước, viễn thông và chuyển phát thư. Một số nhà kinh tế tin rằng những công ty độc quyền cưỡng chế như này có thể mang lại kết quả tốt do mở rộng quy mô kinh tế và các công ty có xu hướng hành động vì lợi ích quốc gia. Ngược lại, Thẩm phán Richard Posner trong Độc quyền tự nhiên và Quy định đã chỉ ra rằng việc điều hành các công ty độc quyền có thể mang lại nhiều tổn nhất nặng nề hơn là lợi ích.

## Cưỡng chế tư nhân
Một công ty thực hiện cưỡng chế thành công đến mức loại trừ được khả năng cạnh tranh, tức là đã tạo ra được độc quyền cưỡng chế. Công ty có thể sử dụng các biện pháp bất hợp pháp hoặc phi kinh tế, chẳng hạn như tống tiền, để đạt được và duy trì được vị trí độc quyền cưỡng chế. Về mặt lý thuyết, một công ty khi đã là nhà cung cấp hàng hóa độc quyền thông qua các biện pháp không cưỡng chế (như cạnh tranh lành mạnh với các công ty khác), có thể trở thành một nhà độc quyền cưỡng chế nếu họ duy trì được vị thế của mình thông qua thưc hiện các rào cản cưỡng chế gia nhập. Những ví dụ minh họa cho loại hình độc quyền cưỡng chế nổi tiếng trong lịch sử bắt đầu vào năm 1920, khi Tu chính án thứ mười tám của Hiến pháp Hoa Kỳ có hiệu lực. Giai đoạn này, hay còn được gọi là Lệnh Cấm, đã tạo cơ hội sinh lời cho các tội phạm có tổ chức tiếp tay vào công đoạn nhập khẩu ("buôn lậu"), sản xuất và phân phối đồ uống có cồn. Al Capone, một trong những tay buôn lậu nổi tiếng nhất, đã xây dựng đế chế tội phạm của mình phần lớn dựa trên lợi nhuận có được từ rượu lậu và tận dụng một cách có hiệu quả việc cưỡng chế (bao gồm cả giết người) để áp đặt các rào cản thâm nhập cho đối thủ cạnh tranh của mình. Tuy nhiên, ngay cả các công ty độc quyền cưỡng chế tư nhân hầu như luôn cần có sự hỗ trợ của chính phủ, dù là trực tiếp hay gián tiếp. Trong trường hợp của Capone, chính phủ Hoa Kỳ đã đưa ra các điều kiện cần thiết để thực hiện độc quyền cưỡng chế bằng cách đặt việc sản xuất và buôn rượu ra ngoài vòng pháp luật, do đó đã tạo ra lợi nhuận cao bất thường trên thị trường chợ đen và đã không cung cấp các dịch vụ thực thi hợp đồng thương mại thông thường. Tương tự như vậy, một số quan chức tham nhũng đã nhận hối lộ để đảm bảo rằng Capone sẽ nhận được sự ưu ái đặc biệt trước các đối thủ tiềm năng.

## Chống độc quyền
Khả năng tăng lợi nhuận của các công ty trong độc quyền cưỡng chế thông qua việc thiết lập giá trên mức cạnh tranh đã cho thấy điều luật chống độc quyền là cần thiết. Trong lịch sử, đã từng có một công ty không phải là độc quyền do chính phủ cấp nhưng lại tuyên bố là họ có độc quyền cưỡng chế, và các hành động chống độc quyền đã được tiến hành để giải quyết vấn đề này. Ví dụ, tại U.S. v. Microsoft, Bộ phận Xác nhận Nguyên đơn cáo buộc rằng Microsoft đã "ép buộc" Apple Computer tham gia vào các hợp đồng gây cấm cạnh tranh.
Một trường hợp tranh chấp khác xảy ra vào năm 1945 từ Công ty Aluminum - Hoa Kỳ (ALCOA). Tòa án kết luận rằng ALCOA đã "loại trừ các đối thủ cạnh tranh." Phán quyết bị chỉ trích nặng nề vì hiệu quả của hình phạt được trích dẫn dưới đây:
Việc luôn phải dự đoán sự gia tăng trong nhu cầu mua vàng thỏi và chuẩn bị cung ứng cho khách hàng là điều không thể tránh khỏi. Và không gì có thể bắt họ phải liên tục tăng cường năng lực của mình trước khi những công ty khác tham gia vào thị trường này cả. Họ khẳng định rằng họ không bao giờ loại trừ các đối thủ cạnh tranh; nhưng chúng ta có thể nghĩ rằng không có phương pháp loại trừ nào hiệu quả hơn là dần nắm lấy từng cơ hội mới khi cơ hội đó mở ra, dần đối mặt với những con người mới, năng lực mới mà đã được định hướng vào một tổ chức tốt, có lợi thế về kinh nghiệm, kết nối thương mại và có đội ngũ nhân sự ưu tú.
Tuy nhiên, luật chống độc quyền ở Hoa Kỳ và Liên minh Châu  u là khác nhau. Cụ thể, ở Hoa Kỳ, mức giá độc quyền không được quy định. Trong khi Cộng đồng Châu Âu (EC) coi định giá quá mức là lạm dụng sự thống trị và những người liên quan có thể bị phạt hoặc phải chịu lệnh cấm. Sự khác biệt trong quy định này nhấn mạnh sự cần thiết trong công tác cân bằng các điều luật chống độc quyền trên thế giới để kiểm soát hành vi loại trừ và bóc lột trong các độc quyền cưỡng chế.

## Độc quyền chính phủ
Những minh chứng không thể chối cãi cho các độc quyền cưỡng chế là những người thi hành pháp luật. Trong độc quyền của chính phủ, một cơ quan thuộc thẩm quyền trực tiếp của chính phủ nắm giữ sự độc quyền, và tình trạng độc quyền cưỡng chế được duy trì bằng việc thực thi luật pháp, các quy định cấm cạnh tranh, hoặc bảo lưu độc quyền các yếu tố sản xuất cho chính phủ. Các công ty dầu khí thuộc sở hữu nhà nước phổ biến ở các quốc gia đang phát triển và có trữ lượng dầu mỏ lớn (như Aramco - Ả Rập Saudi hoặc PDVSA - Venezuela) là những ví dụ về độc quyền chính phủ được tạo ra thông qua quốc hữu hóa tài nguyên và các công ty hiện có.
Dịch vụ Bưu chính Hoa Kỳ cũng là một ví dụ về độc quyền cưỡng chế được tạo ra thông qua các luật cấm các đối thủ tiềm năng như UPS hoặc FedEx cung cấp các dịch vụ cạnh tranh (trong trường hợp này là gửi thư hạng nhất và tiêu chuẩn, trước đây gọi là "hạng ba"). Các độc quyền chính phủ cũng buộc người nộp thuế phải trợ cấp cho các công ty này. Vì vậy, nếu chính phủ không còn bảo vệ cho Dịch vụ Bưu chính Hoa Kỳ và việc gửi thư được đưa vào cạnh tranh tự do, thì số lượng người tham gia vào ngành có thể sẽ gia tăng.
Các độc quyền do chính phủ cấp thường giống với các độc quyền chính phủ về nhiều mặt, nhưng cơ cấu đưa ra quyết định của nhà độc quyền cho hai loại là khác nhau. Trong độc quyền chính phủ, người nắm giữ độc quyền là chính phủ và nhóm người đưa ra quyết định kinh doanh là một cơ quan thuộc thẩm quyền trực tiếp của chính phủ. Trong độc quyền do chính phủ cấp, độc quyền cưỡng chế được thi hành thông qua pháp luật, nhưng người nắm giữ độc quyền chính thức là một công ty tư nhân, hoặc một bộ phận công ty con của một công ty tư nhân, đưa ra quyết định kinh doanh riêng. Các độc quyền do chính phủ cấp ví dụ như truyền hình cáp và các nhà cung cấp nước ở nhiều thành phố ở Hoa Kỳ, các khoản tài trợ khai thác dầu khí độc quyền cho các công ty như Standard Oil ở nhiều quốc gia, và trong lịch sử, các công ty "cổ phần" thuộc địa béo bở như công ty Dutch East India, được cấp các đặc quyền giao dịch độc quyền với các tài sản thuộc địa theo chính sách kinh tế của chủ nghĩa trọng thương. Sở hữu trí tuệ như bản quyền và bằng sáng chế là cũng độc quyền do chính phủ cấp. Một ví dụ khác là độc quyền 30 năm do chính phủ cấp được tiểu bang New York cấp cho Robert Fulton trong triển khai giao thông tàu hơi nước, nhưng sau đó Tòa án Tối cao Hoa Kỳ chỉ định là vi hiến vì mâu thuẫn trợ cấp liên bang mà Đại hội Liên bang cấp cho Thomas Gibbons.
Nhà kinh tế Lawrence W. Reed nói rằng chính phủ có thể gây ra độc quyền cưỡng chế mà không trực tiếp cấm cạnh tranh bằng cách "đơn giản là [ban cho] các đặc quyền, miễn trừ hoặc trợ cấp cho một công ty trong khi áp đặt các yêu cầu đắt đỏ cho tất cả các công ty khác." Như Alan Greenspan trong bài tiểu luận Chống độc quyền của mình đã lập luận rằng trợ cấp đất đai cho các công ty đường sắt ở phía tây Hoa Kỳ trong thế kỷ 19 đã tạo ra một vị trí độc quyền cưỡng chế. Ông nói rằng "Với sự trợ giúp của chính phủ liên bang, một bộ phận trong ngành công nghiệp đường sắt đã có thể "thoát ra khỏi" giới hạn cạnh tranh ở phía đông." Ngoài ra, các quy định có thể được thiết lập để tạo ra gánh nặng tài chính cho các công ty nhỏ đang cố gắng cạnh tranh với các công ty lớn và lâu đời mà có khả năng xử lý các chi phí pháp lý tốt hơn.

## Quốc gia độc quyền cưỡng chế
Nhà kinh tế học Murray Rothbard, nổi tiếng vì tán thành với chủ nghĩa tư bản phi chính phủ, đã tranh luận rằng chính nhà nước là độc quyền cưỡng chế vì nhà nước sử dụng vũ lực để thiết lập "sự độc quyền bắt buộc trong các dịch vụ cảnh sát và quân sự, các quy định của pháp luật, các quyết định tư pháp, các cơ sở đúc tiền và quyền lực để tạo ra dòng tiền, đất không sử dụng ('phạm vi công cộng'), đường phố và đường cao tốc, sông ngòi và các vùng duyên hải, cùng các phương tiện đưa thư." Một nhà độc quyền cưỡng chế thường thực thi nghĩa vụ của mình một cách thiếu nghiêm túc và thiếu hiệu quả ".
Các công ty nhà nước này gây nên tình trạng thiết lập giá không thực tế cho các dịch vụ không đáng tin cậy. Ví dụ cụ thể cho tình trạng này là ở Châu  u vào cuối những năm 1980, khi sáp nhập ngân hàng làm giảm cạnh tranh trong thị trường ngân hàng. Do đó, hành vi cưỡng chế này cho phép các công ty nhà nước duy trì lãi suất cao cho đến đầu những năm 90, gây ảnh hưởng nghiêm trọng đến khách hàng của họ. Ngoài các lý lẽ đạo đức về việc sử dụng vũ lực, những người theo chủ nghĩa phi chính phủ của thị trường tự do thường tranh cãi rằng nếu các dịch vụ này mở ra cạnh tranh thì thị trường có thể cung cấp chúng với giá thấp hơn và chất lượng cao hơn.

## Công đoàn
Vì các công đoàn lao động được gọi là độc quyền cưỡng chế nên họ phải duy trì mức lương cao hơn so với khả năng nếu không sẽ xảy ra tình trạng tranh giành tiền lương. Các nhà kinh tế học cho rằng trường hợp này chính là mức lương độc quyền. Điều này đã làm dấy lên một số ý kiến trao đổi về việc quyền lực của các công đoàn là mâu thuẫn với các điều luật chống độc quyền. Cụ thể, trong tiêu chuẩn chính sách công, các biện pháp thông đồng để tăng giá là bất hợp pháp, nhưng việc tăng giá lao động lại được khuyến khích. Ngoài ra, các công đoàn tham gia thương lượng tập trung đều được hoan nghênh vì chiến thuật giải quyết tranh chấp hòa bình, nhưng đây cũng được coi là hành vi cưỡng chế bị cấm. Tuy nhiên, do mục đích của những hành động cưỡng chế này là để phục vụ lợi ích của người lao động hơn là lợi nhuận của công ty nên điều luật chống độc quyền đã không được tiến hành để ngăn chặn các công đoàn này.